# Ашанти
Ашанти или Асанте су једна од највећих етничких група у Африци, народ јужне Гане и подручја која се граниче са Тогоом и Обалом Слоноваче. Ашанти говоре једним од дијалеката аканског језика. Пре европске колонизације, Конфедерација Ашанти била је једна од водећих држава у Африци, поготово у периоду од 1670. до 1900. године. Ашанти су своју моћ темељили на залихама злата на подручју под својом контролом.
Територија бившег Краљевства Ашанти је сада део независне државе Гане. Народ Ашанти и данас поштује наследника ашантијског престола као номиналног краља.

## Историја
Краљевство Ашанти простирало се пределима који данас припадају савременој Гани. Становништво древне државе Гане је миграцијама према југоистоку доспело у области око Гвинејског залива где се стопило са староседеоцима. У 17. веку управо у овим областима настаје краљевство Ашанти. У данашњној Гани живе две различите етничке групе, од којих је најбројнија Акан. Овој групи припада и народ Ашанти, који је чинио основу велике федерације Ашанти, током 18. и 19. века доминантне силе у региону.

## Друштвена подела
Према друштвеној подели, сматра се да сваки појединац добија са мајчине стране крв и тело, кроз женски принцип који одређује припадност клану (''абусуа''). Постоји осам кланова међу Акан народима, од којих сваки има тотемску животињу. Са очеве стране, дете добија карактер и духовну срж: мушки принцип назива се ''нторо'', а истоимене групе представљају патрилинеарни пандан клану. Ових група, које се пружају широм Акан територија, има дванаестак. Свака нторо група има митског претка оличеног у животињи која представља табу за њене припаднике. Такође се верује да су одређене црте карактера својсво сваке групе. Наслеђивање материјалних добара, али и положаја и титула, било је регулисано матрилинеарно.

## Златна столица
Ашанти заступају анимистичко схватање света и поред врховног бића Њаме (Nyame) поштују и друге богове и бројне духове природе који могу утицати на живот човека. Култ предака је наглашен, мада Ашанти за разлику од већине западноафричких народа не израђују фигуре предака од дрвета, већ уместо њих поштују „Златну столицу” као врховни симбол друштва. Сам темељ Ашанти државе повезан је са овим ритуалним предметом. По легенди, освивач Ашанти народа, Осеи Туту је седео испод дрвета током снажне олује када је са неба које је бљештало од муња полако се спустила столица од злата, која је припадала богу Њами, и дошла му на колена. Свештеник Окомфо Анокје је интерпретирао столицу као дух (суштину) Ашанти народа и постала је симбол уједињења и виталности краљевства. Злато се поистовећивало са душом, суштину сунца и симболизује животну силу. Такође, злато се повезивало и са издржљивости и животом (сунце, за разлику од месеца, никад не „умире”). Столица је била тако света да никад није смела да додирне земљу и када је излагана током церемонија, морала је бити на својој столици. У време сукоба између Ашантија и Британаца, столица је чувана у строгој тајности, али је упркос свим мерама заштите била откривена и опљачкана, што је изазвало општу жалост народа Ашанти. Нешто касније Британци су обновили Златну столицу и сместили је у палату у Кумасију, где се и данас налази.

### Речна божанства
Речни богови су међу најбитнијим божанствима Ашантија. Због огромне улоге река у одржавању живота народа, богови и њима одређени свештеници су постали веза између виших сила и обичног човека. У западним, централним и северним Акан регијама, један од најмоћнијих речних богова био је Тано. Дарови су приношени олтарима овог бога пре неке велике кампање, не би ли се божанство дало одобрење и подршку. Након успешне битке, Тано божанства и њихови свештеници би се награђивали са златом и сребром, међу осталим даровима. Ова речна божанства означавала су и плодност, добробит и заштиту.

## Државно уређење
Асантехене, као врховни владар не само народа Ашанти, већ ис вих оних народа који су својевољно приступили држави или били покорени, једини је имао власт над животом и смрћу поданика. Нико у Федерацији није смео бити погубљен без његовог знања и одобрења. Међутим, власт није била ауторитарна и неограничена. У веома строгом хијерархијском систему краљевине, поред њега су важну улогу имали Краљица мајка, Савет, као и врховни војни заповедник. Асантехене, Краљица мајка и Савет одобравали су политичке потезе, а врховни војни заповедник се старао да војна структура буде целовита одбрамбена снага државе.
Након устоличења, краљ не би напуштао палату, сем током одређених годишњих церемонија. Изводио је разне ритуале, један од којих је извођен да би краљ преузео грехе свог народа на себе и тим ритуалом би их „испрао”. Поред ритуала, биле су утврђене и бројне забране којих се краљ придржавао током јавних појављивања. Једна од забрана односила се на говор у јавности, уведена због страха да се краљеве речи не интерпретирају погрешно. У његово име обраћали су се краљеви говорници, односно саветодавци краља. Поред забране говора у јавности, постојале су и друге забране, као на пример да његова стопала нису смела да дотакну земљу, јер би га додир тла, загађеног смрћу, ослабио. Зато је краљ ношен у специјалним церемонијалним носиљкама.
Међу Ашанти и другим Акан народима, власт се одређивала кроз женску линију. Због тог разлога, Краљица мајка била је називана најбитнијом особом у држави. Као и краљ, званична Краљица мајка била је бирана из групе кандидата. Служила је као симболична мајка и сестра краља. Учествовала је у Савету и била је краљева замена кад ког би краљ био ван престонице. Била је повезана са земљаним божанствима, имала је ритуалну улогу у земљорадњи, судском посредништву и прокреацији. У различитим представама Краљице мајке, њихове скулптуре су представљане голе, вероватно алудирајући на ритуал устоличења где се традиционално отклања одећа владара. Златно обојено тело рефлектовало је, не само коришћење златне прашине као краљевског козметичког производа, већ и важност злата у локалној економији. Жене су водиле монопол над рударством и транспортом метала.

## Столице
Столица описује све сложености традиционалног афричког живота на крајње једноставан начин. Од рођења па до смрти, кроз цео људски век, столица у стопу прати свог власника и следи га и даље, до тајанственог, мало познатог света предака.
У Гани столица има статус политичког симбола, који се поистовећује са политичким положајем или функцијом. Столице су међу најбитнијим краљевским регалијама и симбол су највише власти. Била је први поклон детету од оца када почне да пузи, човек би својој невести дао столицу да би обезбедио да је задржи. Сматра се да је човек блиско повезан са столицом на којој често седи и да његов дух настањује ту столицу, чак и после смрти те особе. Постоји пракса нагињавања столице на страну, да би се спречило улазак нечије туђег или злог духа. Црне столице су оригинално биле посебне личне столице којесу владари користили током живота, где би се након смрти премазивали са чађи и жуманцетом. Столице налазе примену и у погребним церемонијама. Тело покојника свечано одевено, после ритуалног купања, полаже се на његову омиљену столицу и излаже јавности пре погреба, при чему столица преузима фукцију одра.
Све Ашанти столице имају облик изведен од основног облика Златне столице. Израђују се из једног комада дрвета и компоноване су од базе, средњег дела и седишта. База столице има облик правоугаоника, са кога се уздижу два до три степеника који симболизују успех чланова заједнице. На основу игледа средњег дела столице може се одредити статус власника столице и његов углед у друштву. Број типова столица у Ашанти друштву тешко је одредити јер се могу разликовати према полу или добу особе која је користи, према статусу власника, према функцијама које обављају у друштву, па чак и материјалу од којег су израђене. Велики број столица је својим облицима повезан са народним пословицама. 
Према племенским законима, столице су могли израђивати искључиво мушкарци, јер је њихова израда поред изузетног талента изискивала велики напор, али и одважност. Мајстор пре израде столице морао је да изврши низ ритуала у оквиру којих ке приносио жртве, а слични ритуали изводили су се по завшретку посла, да би се новостворена столица заштитила од злих духова. У народу се очувало веровање да карактеристичне врсте стабала подесних за израду столица имају веома осветољубиве духове, који уметнику могу да нанесу зло. Израда столица се и данас негује у Гани. Још увек постоје специјализована села позната по изради столица уобичајеним алатом. Једино што је промењено су некадашњи изузетно строги критеријуми стварања, који су доста ублажени, чиме се дозволила уметничка слобода и напослетку заиста развој уметничког стваралаштва.

## Уметност
Настанак и развој уметности народа Ашанти, као и већине афричких народа, били су уско повезани са природом. Поред тога што је првобитна уметничка продукција била условљена доступношћу одређених материјала из природе, на њен развој је утицало обиље мотива из околине, као што су чауре инсеката, одређене биљке и животиње. Ове облике данас перципирамо као шару на тканини или украсни елемент на накиту, иако су каткада стилизацијом доведени до границе препознатљивости. Наглашено социјално значење уметости у народу Ашанти има потпору у усменом предању, којим се преносе основна морална, религијска, естетска и друга начела. Сматра се да културног човека одликује служење великим бројем народних изрека, прича, басни. Успостављање значењских аналогија између усмене културе и уметности условило је и извесну стилску сагласност различитих грана стваралаштва, која се манифестовала кроз сличност мотива и њихов прелазак са једне врсте предмета на другу.

### Бронза
Међу материјалима који су били значајни за развој дворске уметности у појасу западне Африке била је бронза. У њој су, као последица обичаја мерења и чувања златног праха који је служио као платежно средство, рађени минијатурни тегови, ваге, кутије за чување златног праха и друго. Тегови за мерење златног праха ливени су техником изгубљеног воска. Фигуративне представе скоро увек су прављене из делова. Велики и обли делови- глава, тело, удови, оччи бутине или сегменти опреме- скултпорално су моделовани. Специфичност иметности Гане, када су тегови у питању, јесте неограничено мноштво мотива. Две школе израде тегова постојале су већ у 16. веку: на северу су се мајстори специјализовали за израду геометријских тегова, а на југу су били чувени по осмишљавању фигуративних тегова и оних који представљају пословице. Док год се златни прах употребљавао У Гани као вид валуте, сваки одрастао члан друштва морао је имати сет за мерење: квантитет, величина и форме зависиле су од његових материјалних могућности. Значај бронзаних тегова лежи како у њиховој естетској форми, тако и у приказаним мотивима, који документују већи број делимично изгубљених карактеристика културе Акан.

### Керамика
Као материјал који је могао дуго да опставе у условима афричке климе, керамика је транспортовала одређене уметничке обрасце. Теракота-скулптуре биле су повезане још у давно време са комеморацијом краљева, краљица и дворјана. Уметник би по смрти владара или неког из владарске породице добио наруџбину да изради комеморативну фигуру или главу. Док традиционална подела заната на мушке и женске код народа Акон скоро увек, када је реч о употребној керамици, ставља глину у руке керамичарке, постоје подаци да су се израдом керамике за потребе култа бавили и мушкарци и жене. Међутим, само су старије жене, које су престале са рађањем, имале право да раде, јер се веровало да ова врста посла утиче на плодност. Код народа Акан постојао је образац према којем су израђиване скулптуре култе главе. Карактеристике попут округлог лица, симетричних и префињених црта, као и прстенасто обрађеног врата, понављају се на већини дела. Теракота ликови су се од раног 17. века трансформисали из искључиво краљевске привилегије у гробни инвентар који су наручивали и други имућни људи. Успостављањем диинамичне трговине, створен је слој људи који су се обогатили путем трговине са Европљанима, чиме су теракота ликови постали шира појава у друштву. Самим тим што предмети нису више били искључива привилегија краљевске породице, исчезла је аура узвишености која их је окруживала и комеморативна места су запуштена и заборављена.

### Текстил
Тканина адинкра, која је у почетку била у директној вези са испраћањем покојника, данас се носи у разним приликама. Првобитне адинкра тканине имале су тамну памучну подлогу, црну или црвену, каква и данас шаље поруку о туги и немоћном бесу због губитка. Плаве, зелене, жуте и беле аникра тканине указују на радостан повод за ношење ове свечане одеће. Адинкра се израђује печатирањем, а отисци су црни на једнобојној подлози. Боја је један од најважнијих елемената израде тканина. Поред печата, за декорацију користе се и алатке које подсећају на афричке чешљеве, који се користе за оцртавање бордура. Ткање је у већини афричких друштава мушки посао, док се жене баве упредањем конца. Жени се не дозвољава да тка због месечног циклуса током којег се сматра опасношћу за заједницу. Она тад не сме ни да додирне разбој, нити да се обрати мужу. Према другим табуима, ткачу је било забрањено да разбије или спали разбој. Случајно ломљење разбоја сматрано је лошим знаком, те би ткач морао принети жртву. Већина ткача код народа Ашанти производила је тканине које носе обични људи, док су само они највештији могли да начине величанствене тканине за краља и великодостојнике.